# Лепетиха (зупинний пункт)
Лепети́ха — пасажирський залізничний зупинний пункт Херсонської дирекції Одеської залізниці на неелектрифікованій лінії 373 км — Снігурівка між станціями Біла Криниця (12 км) та Березнегувате (8 км). Розташований неподалік однойменного села Баштанського району Миколаївської області.

## Історія
Зупинний пункт відкритий у 1951 році як Платформа 434 км, з 1969 року — роз'їзд Лепетиха. У 2015 році переведений до категорії зупинний пункт.

## Пасажирське сполучення
З 24 лютого 2022 року, через повномасштабне російське вторгнення в Україну, рух поїздів на дільниці Миколаїв-Вантажний — Апостолове було тимчасово припинено, а з 10 жовтня 2023 року відновлено рух приміських поїздів на дільниці Миколаїв-Вантажний — Біла Криниця.
До 2022 року, до повномасштабного російського вторгнення в Україну, приміські поїзди курсували у сполученні:
- Миколаїв-Вантажний — Апостолове (через Миколаїв-Пасажирський, Копані, Херсон, Херсон-Східний, Снігурівку, щоденно)
- Херсон — Апостолове (на станції Апостолове була узгоджена пересадка на приміський поїзд до станції Дніпро-Лоцманська).